# 龐岸達蘭

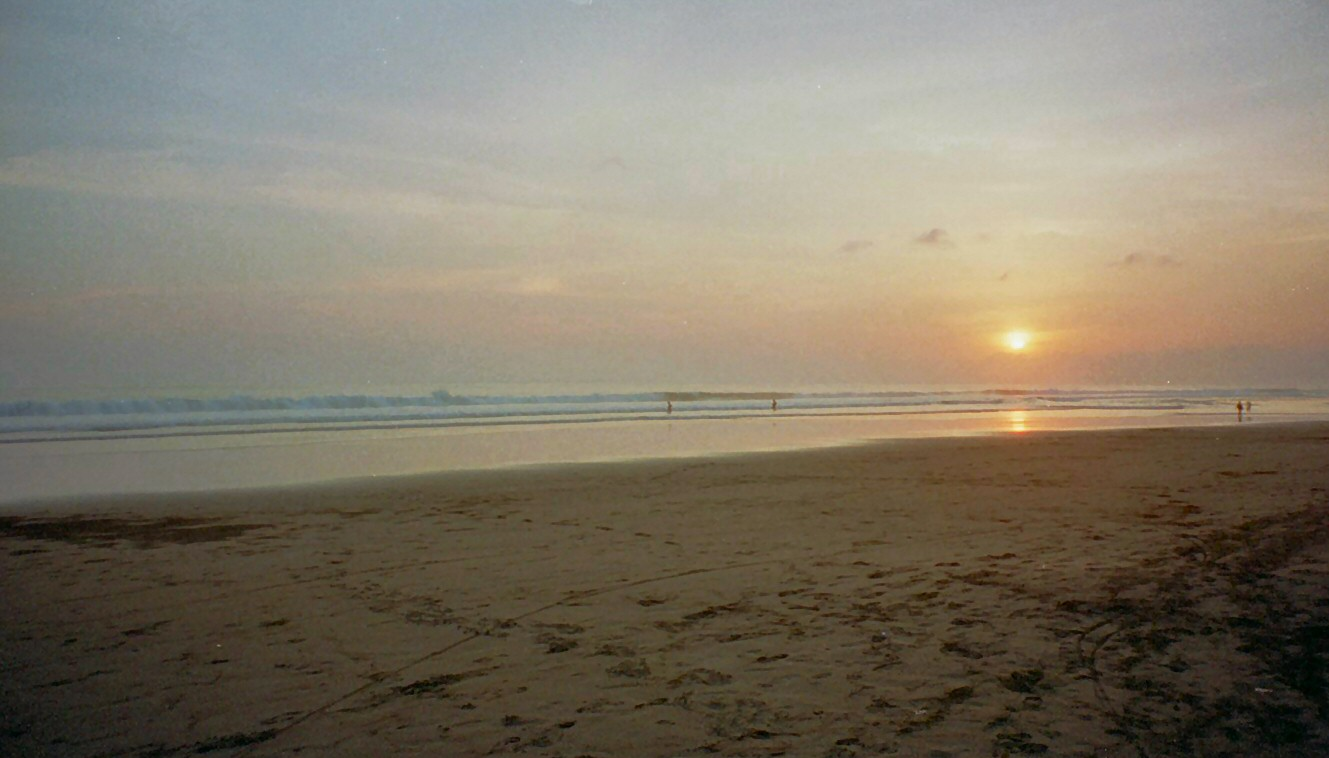
龐岸達蘭海灘日落

龐岸達蘭是印度尼西亞西爪哇省的小型城鎮，位於爪哇島南岸，其海灘是爪哇島最美麗的海灘之一，是著名的的旅遊勝地。2006年7月17日海底發生黎克特制7.7級地震，引發3米高的海嘯，對龐岸達蘭造成嚴重破壞，數百人死亡。

## 历史
2006年7月17日，一场瞬间震级7.7级的海底地震引发了海啸，海啸吞没了度假村地区，并造成了远至半公里的内陆破坏。该镇有300多人丧生。

## 旅游

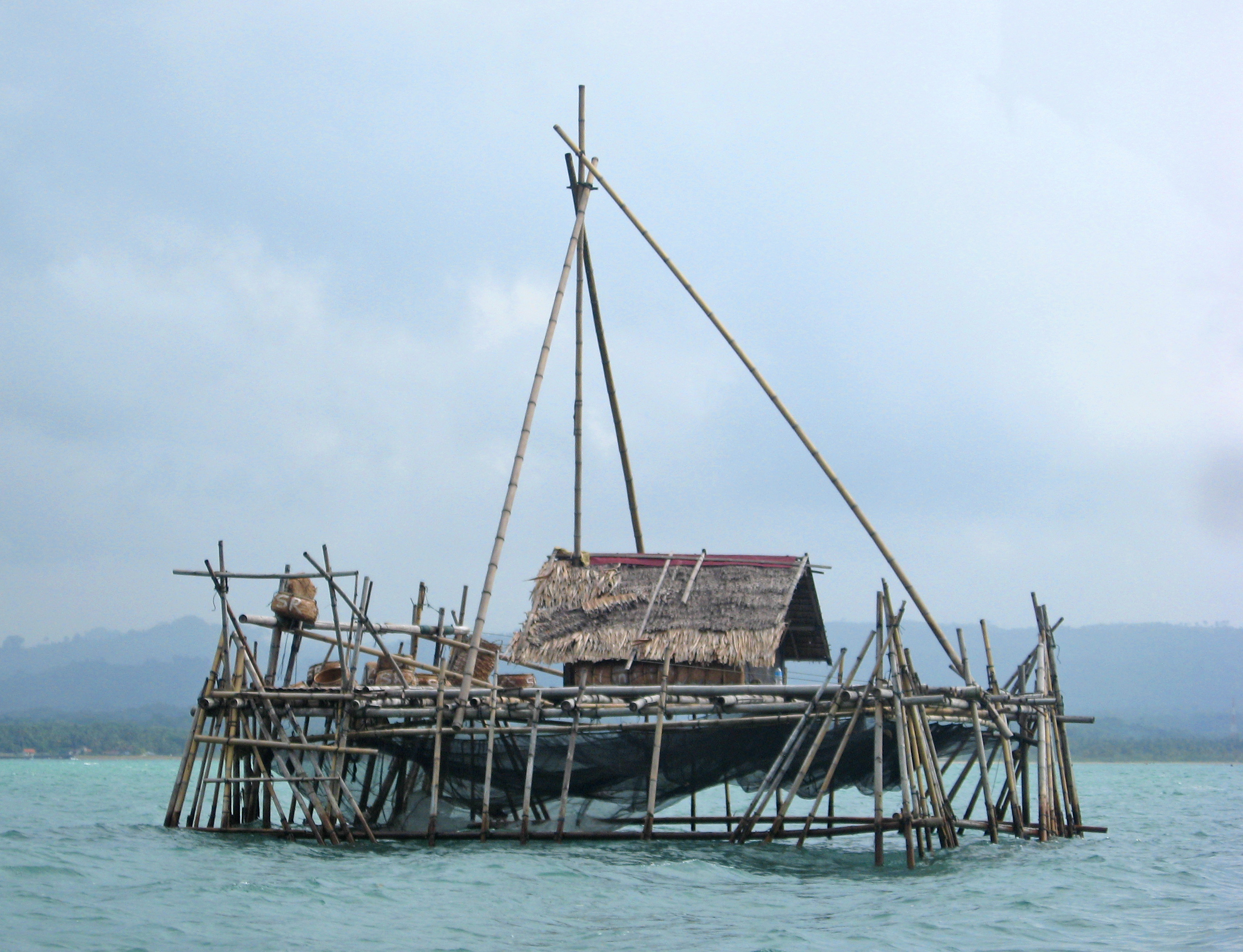
A fishing hut near Pangandaran

庞岸达兰是一个大型渔村，位于狭窄的地峡上，庞岸达兰国家公园占据了整个岬角。
在 Pangandaran 村和国家公园地峡的东侧和西侧是两个火山黑沙海滩。
Penanjung Pangandaran 自然保护区位于附近的一个半岛上，由一条狭窄的陆地与大陆相连。地峡宽约200m。大约 80% 的自然保护区是次生雨林。

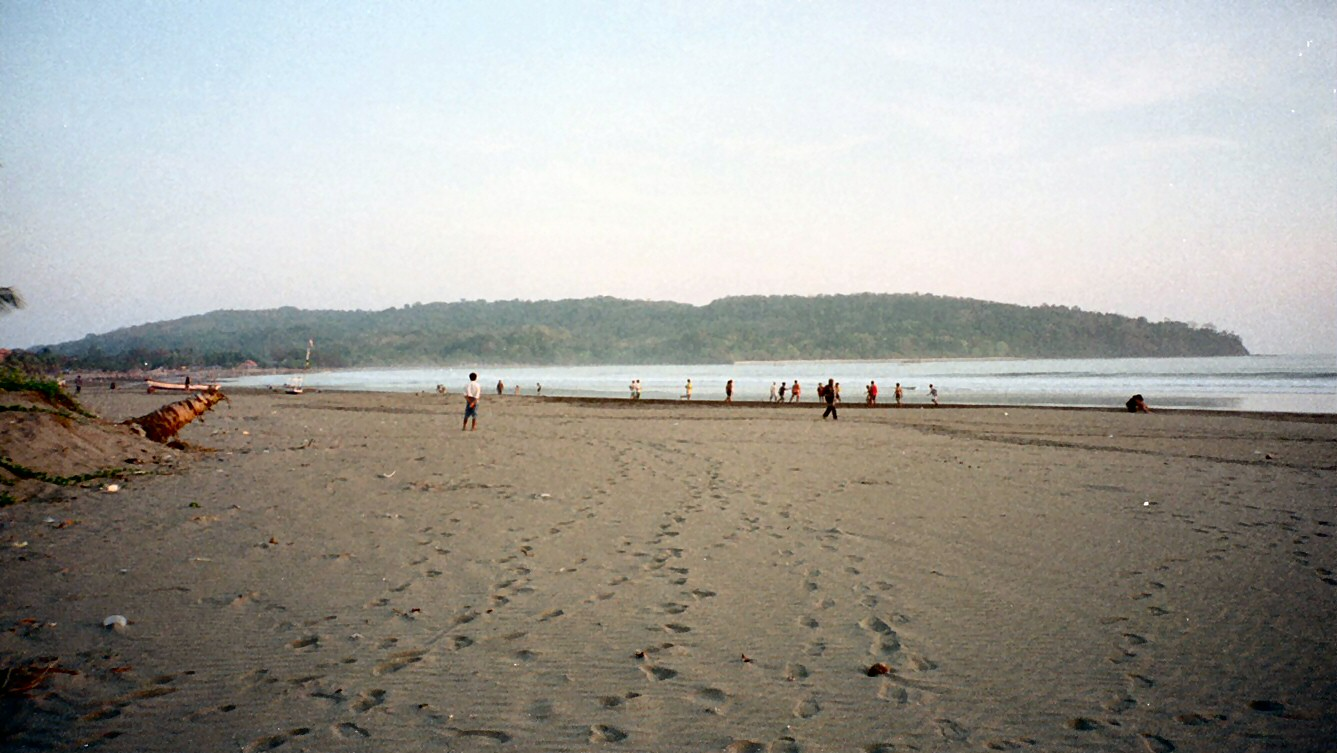
The beach of Pangandaran with its peninsula

庞岸达兰国际风筝节自 1985 年以来一直举办。